# Kaarle Makkonen
Kaarle Albert Makkonen, född 15 juli 1923 i Helsingfors, död där 11 maj 2000, var en finländsk jurist.
Makkonen blev juris doktor 1965. Han var 1951–1968 jurist i Helsingfors stads tjänst och blev 1968 personlig e.o. professor i allmän rättsvetenskap vid Helsingfors universitet. Han publicerade bland annat arbetet Zur Problematik der juridischen Entscheidung (1965).